# Tríkala
Tríkala (en griego Τρίκαλα; antiguamente Τρίκκη, Τρίκκα, Trikka o Trica) es una ciudad en el noroeste de Tesalia, Grecia. Es la capital de la unidad periférica de Tríkala, y se encuentra al noroeste de Atenas y de Karditsa, al este de Ioánina y Métsovo, al sur de Grevená, al suroeste de Salónica, al oeste de Lárisa y está cerca de Meteora. La ciudad tenía 61.653 habitantes en 2011.

## Nombre y mitología
Su nombre derivaría de Tricca, la hija de Peneo, y legendariamente fue regida por Podalirio y Macaón, hijos de Asclepio, que según Homero, dirigieron a la gente de la ciudad durante la guerra de Troya.
Una tradición de la mitología griega indicaba que Trica era el lugar de nacimiento de Asclepio.
Perteneció a los romanos. Procopio, que la llamaba Tricattus, menciona que sus fortificaciones fueron restauradas por Justiniano. En el siglo XII ya era mencionada como Tríkala.

## Historia

Mapa con algunas de las principales ciudades de la antigua Tesalia y zonas adyacentes donde se aprecia la ubicación de Trícala.

Situada en la fértil llanura de Tesalia, en Grecia central, la moderna Tríkala es la Trica (o Tricca) homérica. 
Los hallazgos de cerámica de las excavaciones de la ladera de la antigua acrópolis han confirmado que el lugar estuvo habitado entre la Edad del Bronce temprana (hacia el 3300 a. C.) y la época micénica. Sin embargo, no se han encontrado restos arquitectónicos de esta época. El lugar siguió siendo habitado posteriormente, desde el periodo protogeométrico.
Las ruinas de un antiguo santuario de Asclepio se encuentran entre la plaza central y la iglesia de Hagios Nikolaos. Se trata de un edificio construido en el siglo III a. C. y restaurado en época romana, que era considerado el más antiguo de los templos dedicados a este dios.
Después de la muerte de Alejandro Magno un edicto de Poliperconte permitió el retorno de los exiliados en las distintas ciudades griegas, pero los de Trica y la vecina Farcadón fueron excluidos, ignorándose el motivo.
Filipo V de Macedonia, cuando fue derrotado en la batalla del río Áoo en el 198 a. C., se retiró a Trica.
Durante la Guerra Romano-Siria, fue una de las ciudades tesalias que en el año 191 a. C., estando en poder de los atamanes, fue tomada por un ejército conjunto del romano Marco Bebio Tánfilo y Filipo V de Macedonia.
Recuerda además a otros periodos posteriores de la historia de Grecia y Roma por sus suelos de mosaico, los "stoa" y  los baños.
Dominada por su fortificación bizantina, construida en las ocupaciones helenísticas que ocupan la antigua acrópolis, esta pintoresca ciudad está dividida en dos por el río Liteo, con las iglesias de Agios Demetrios y Agii Anargyri aportando mayor carácter bizantino a la parte moderna.
Fue controlada por el Primer Imperio búlgaro (920-922, 977-983, 996-997) gracias a las ocupaciones de Simeón I y Samuel de Bulgaria. Fue parte de la Gran Valaquia (1204-1215), del Despotado de Epiro (1215-1335), del Despotado de Tesalia (que era a su vez una parte del de Epiro) (1230-1325), del Imperio serbio (1348-1373), del Imperio bizantino (1335-1348, 1373-1394, 1403-1411) y del Imperio otomano (1394-1403 y 1411-1881).
Tríkala fue cedida a Grecia en 1881 después del tratado de Berlín (1878). Fue tomada de nuevo por los otomanos durante la guerra greco-turca (1897) el 28 de abril durante seis meses.

## Lugares de mayor interés

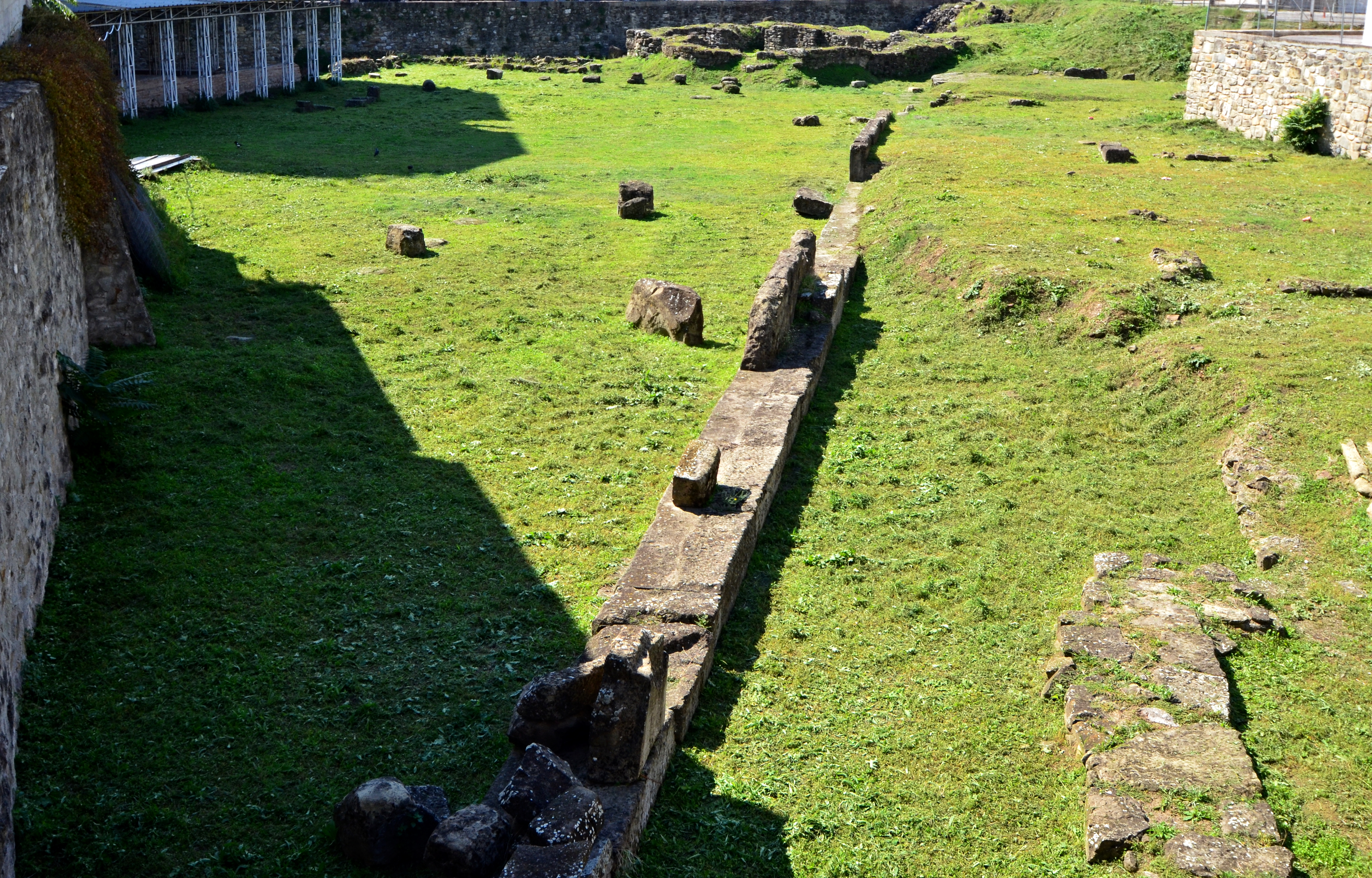
Restos del antiguo santuario de Asclepio.

- El casco antiguo de Tríkala que se constituye de los barrios antiguos Varusi y Manávika. Varusi era el barrio cristiano de Tríkala durante la regla otomana. Hasta 1930, esa parte de la ciudad era considerada como el barrio de nobles y actualmente está preservando la arquitectura tradicional. En ese parte se encuentran las iglesias más antiguas de la ciudad. Siguiendo hacia la plaza central, se encuentra otro barrio antiguo que se llama Manávika.

- El sitio arqueológico del santuario de Asclepio, que era el más antiguo según Estrabón.

- La Colección Arqueológica de Tríkala, albergada en un edificio ubicado junto al santuario de Asclepio.

- El castillo bizantino, que fue construido por Justiniano sobre la ciudadela de Trica antigua en el siglo VI. Después fue renovado por los otomanos. En ese castillo se encuentra el torre de reloj que ofrece una vista panorámica de la ciudad.

- La mezquita de Osman Saj del siglo XVI, obra de Mimar Sinan. Detrás de la mezquita está el mausoleo de Osman Saj, que era el sobrino de sultán Suleyman. La mezquita es ahora un monumento protegido por la UNESCO y se usa como museo.

- La colina del Profeta Elías, un bosquecillo que tiene una vista de toda la ciudad y está cerca del centro. Allí se encuentran el zoo y la iglesia del profeta Elías.

- El río Liteo que pasa por el centro de la ciudad y el puente central que fue construido en 1886.

- La molina de Matsópulos, que fue construida en 1884 y actualmente es un edificio industrial histórico y centro cultural. Durante la Navidad, los edificios de piedra y todo el sitio de esa molina antigua se transforma en la "molina de elfos", un parque navideño muy famoso.

- La estación del tren, que fue construida en 1886, el edificio del juzgado y muchos más edificios históricos y neoclásicos.

## Distribución
El territorio de Tríkala estaba conformado según la reforma administrativa de 2011 por los siguientes ocho antiguos municipios, que pasaron a ser unidades municipales:
- Estiaiotida
- Faloreia
- Kallidendro
- Koziakas
- Megala Kalyvia
- Paliokastro
- Paralithaioi
- Trikala

## Infraestructura

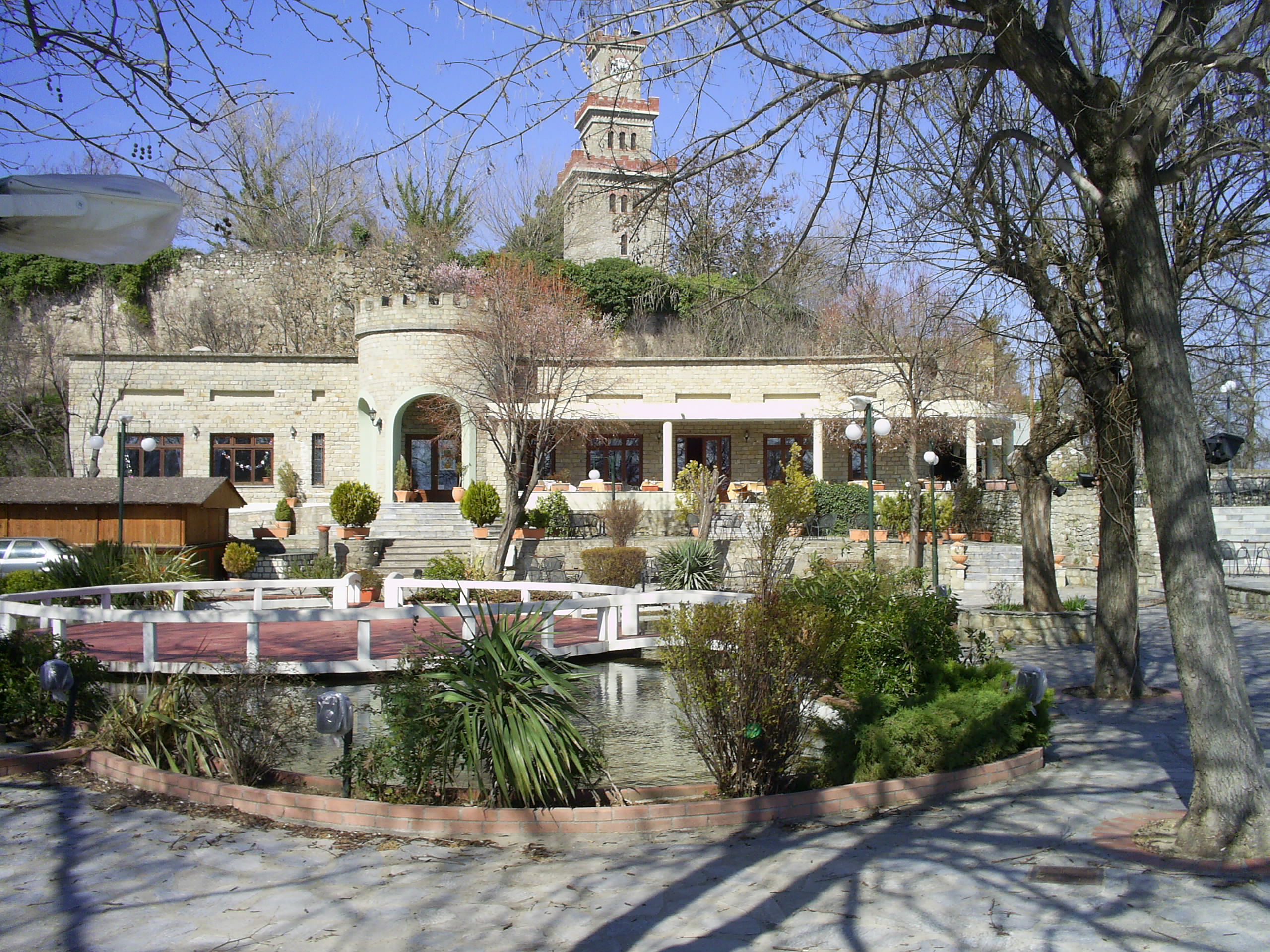
Fotografía del centro de la ciudad.

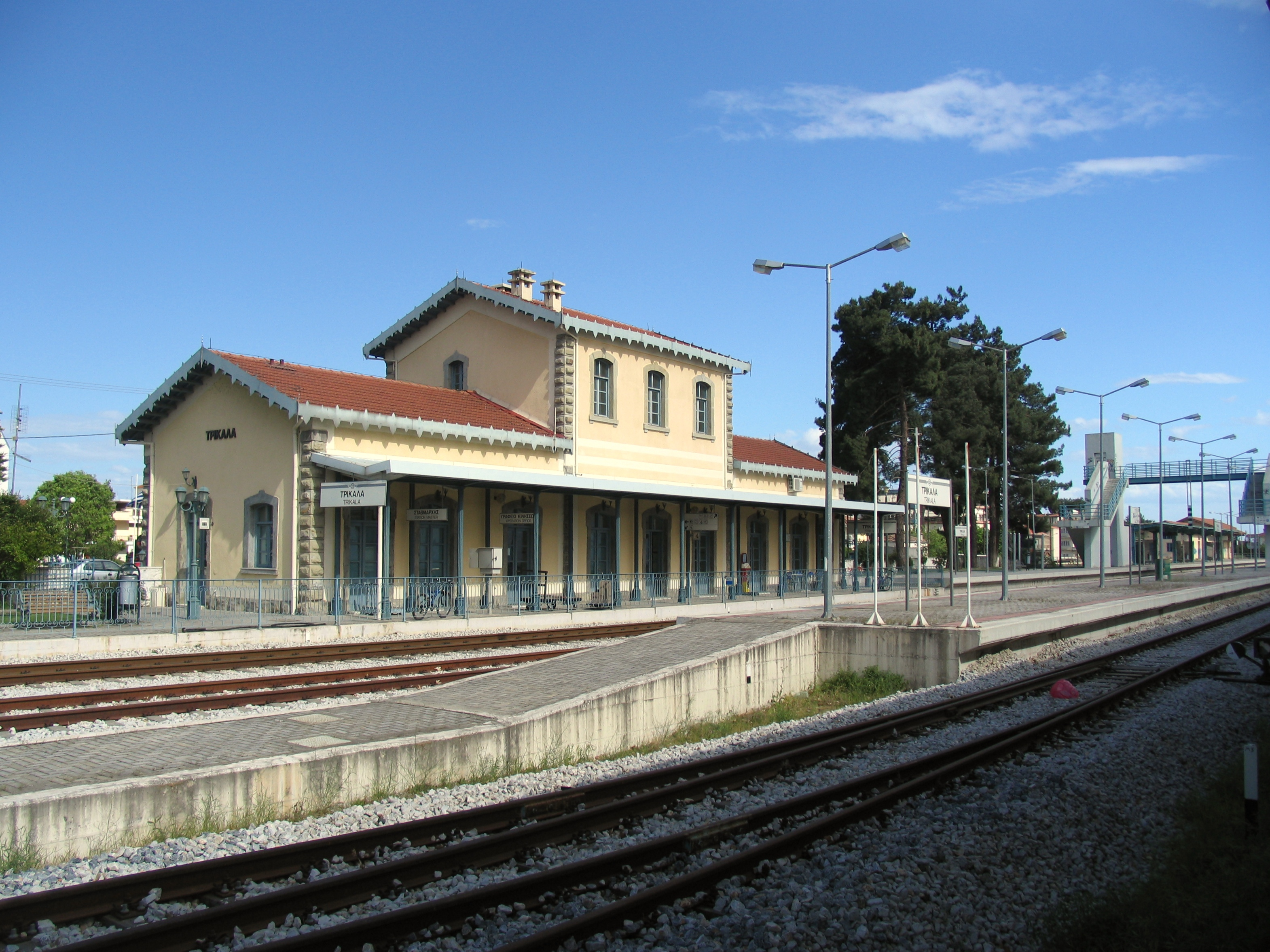
Vista de la antigua estación de tren.

Tríkala es sede del hospital general de la prefectura. El departamento de educación física y ciencia del deporte de la Universidad de Tesalia también se asienta aquí, y fue fundado en 1994, acogiendo a los primeros estudiantes en el curso 1994-1995. Estuvo primeramente situado en la instalación del Parque Matsopoulos, pero se trasladó en julio de 1999 al entonces nuevo campus Karyes.
Tríkala tiene sobre unos 20 institutos de educación secundaria, y una moderna escuela de noche.
Desde diciembre de 2005, Tríkala ofrece conexión gratuita a internet. A partir de 2007, aproximadamente el 95% del territorio tiene acceso a internet, y es una de las pocas ciudades de Europa capaces de dar este servicio de manera gratuita. Desde 2009 la medicina en línea está disponible para los residentes, para aligerar las visitas a los hospitales.

## Personas destacadas
- Ecumenio (alrededor de 990): obispo de Trica.
- Georgios Kondilis (1879–1936): Primer ministro de Grecia
- Vassilis Tsitsanis (1915–1984): compositor y cantante
- Christos Papanikolaou (1941): saltador de pértiga
- Sotirios Hatzigakis (1944): político
- Vasia Loi (1975): modelo de moda y televisión
- Efthimios Rentzias (1976): baloncestista
- Sotirios Kyrgiakos (1979): futbolista.